# NGC 3555
NGC 3555 est une galaxie elliptique (ou lenticulaire ?) relativement éloignée et située dans la constellation du Lion. NGC 3555 a été découverte par l'astronome américain Lewis Swift en 1883.

## Caractéristiques
Sa vitesse par rapport au fond diffus cosmologique est de 9 779 ± 27 km/s, ce qui correspond à une distance de Hubble de 144 ± 10 Mpc (∼470 millions d'al).
À ce jour, une mesure non basée sur le décalage vers le rouge (redshift) donne une distance d'environ 116,000 Mpc (∼378 millions d'al). Cette valeur est à l'extérieur mais compatible avec les valeurs de la distance de Hubble.

## Groupe de WBL 304
Selon la base de données NASA/IPAC, NGC 3551 serait la galaxie la plus brillante (BrClG) de l'amas de galaxies ABELL 1177 et elle est un membre du groupe WBL 304.
En se basant sur un catalogue de 732 groupes de galaxies rapprochées et pauvres en membres publié en mai 1999 par Richard A. White, Mark Bliton, Suketu P. Bhavsar, Patricia Bornmann, Jack O. Burns, Michael J. Ledlow et Christen Loken, la base de données indique que NGC 3551 fait partie du groupe WBL 304,. La désignation employée pour les groupes de ce catalogue est WBL xyz-ab, où xyz correspond au numéro du groupe et ab au numéro de la galaxie qui dépasse très rarement le nombre 10. L'identification de la galaxie peut être réalisée la plupart du temps en entrant sa désignation WBL dans la base de données NASA/IPAC. Selon ce catalogue, le groupe  WBL 304 comprend trois galaxies. Le tableau ci-dessous indique les propriétés des trois de ces quatre galaxies, la quatrième est introuvable sur les bases de données consultées.

## Membres
Le tableau ci-dessous liste les trois galaxies du groupe WBL 304. 
| Désignation | Autre dés.   | Classification | Type        | α (J2000.0)      | δ (J2000.0)     | Vitesse radiale (km/s) | Magnitude apparente | Distance (Mpc) | Dimension (kal) |
| ----------- | ------------ | -------------- | ----------- | ---------------- | --------------- | ---------------------- | ------------------- | -------------- | --------------- |
| WBL 304-01  | CGCG 125-032 | ?              | ?           | 11h 09m 33.7594s | 21° 44′ 43.332″ | ?                      | -20,22,             | 153,           | ?               |
| WBL 304-02  | NGC 3551     | E?             | Elliptique  | 11h 09m 44.4603s | 21° 45′ 32.152″ | 9542 ± 2               | 13,5                | 145,5 ± 10,2   | 298             |
| WBL 304-03  | NGC 3555     | ? E ou S0      | Elliptique? | 11h 09m 50.2896s | 21° 48′ 26.612″ | 9434 ± 2               | 14,7                | 144,0 ± 10,1   | ?               |

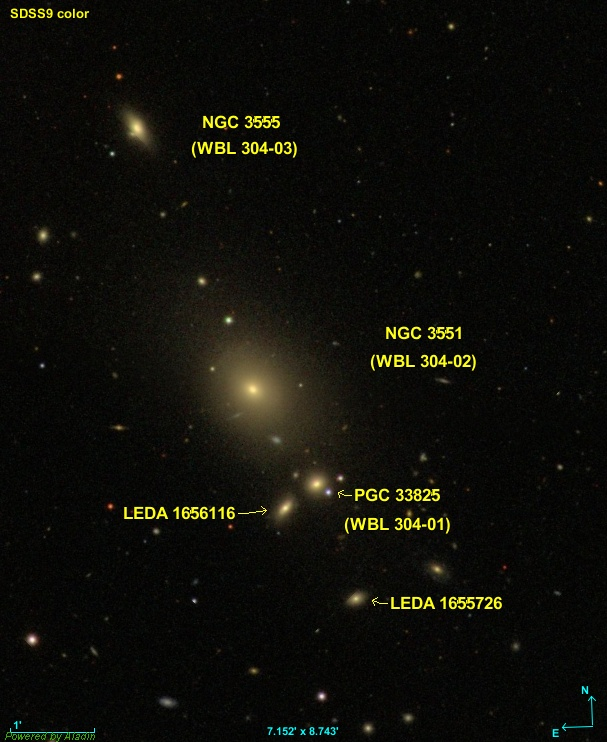
Les trois galaxies du groupe WBL 304.

Comme l'indique l'image ci-contre, deux autres galaxies se trouvent au sud de NGC 3551. Il s'agit de LEDA 1656116 et de LEDA 1655726 dont les distances de Hubble respectives sont de 141,20 ± 9,89 Mpc (∼461 millions d'al) et de 145,69 ± 10,20 Mpc (∼475 millions d'al). Les distances de ces deux galaxies sont très semblables à celles des galaxies du groupe WBL 304 et elles pourraient donc en faire partie.